# محوطه کاگور ۱
محوطه باستانی کاگور ۱ مربوط به هزاره سوم قبل از میلاد - دوره اشکانیان است و در شهرستان ایرانشهر، بخش مرکزی، دهستان دامن، روستای قلعه تاروان واقع شده و این اثر در تاریخ ۲۷ اسفند ۱۳۸۶ با شمارهٔ ثبت ۲۲۶۶۸ به‌عنوان یکی از آثار ملی ایران به ثبت رسیده است.